# Fimbristylis tenuinervia
Fimbristylis tenuinervia är en halvgräsart som beskrevs av Johannes Hendrikus Kern. Fimbristylis tenuinervia ingår i släktet Fimbristylis och familjen halvgräs. Inga underarter finns listade i Catalogue of Life.